# Реконкиста (река)
Реконки́ста (исп. Río Reconquista) — река в Аргентине.
Длина — 82 км, площадь водосборного бассейна — 1738 км². Берёт начало в водохранилище Плотина Роджеро. Протекает река по Лаплатской низменности, впадая в реку Лухан.
Реконкиста протекает в густонаселённом районе Большого Буэнос-Айреса, на её берегах проживает около 4 млн человек и расположено множество производств, поэтому она является одной из самых загрязнённых рек страны.
До 1954 года река имела название Рио-де-Лас-Кончас.